# Шабалин, Владимир Александрович
Владимир Александрович Шабалин (13 сентября 1926, Сюмси — 27 января 2014, Саратов) — советский и российский учёный-философ и социолог, доктор философских наук, профессор, специалист по философии права. Участник Великой Отечественной войны. Заслуженный деятель науки РСФСР.

## Биография
Владимир Александрович Шабалин родился 13 сентября 1926 года в селе селе Сюмси Сюмсинского района Удмуртской АССР в семье служащих.
- 1941 год — принят в члены ВЛКСМ.
- 1943 год — окончил среднюю школу.
- 27 ноября 1943 года — призван на фронт. Службу проходил в 16-й отдельной бригаде 3-го корпуса ПВО на Северном и Северно-Западном фронтах сначала рядовым, затем комсоргом отдельного батальона связи[1].
- 1949 год — принят в члены ВКП (б).
- 1950 год — окончил Горьковское Краснознаменное военно-политическое училище имени М. В. Фрунзе.
- 1950 год — 1956 год — на партийно-политической работе в ВС СССР.
- 1951 год — 1955 год — принимал участие в испытаниях атомного и водородного оружия на полигоне Семипалатинск.
- 24 августа 1956 года — демобилизован в звании майора[1].
- 1956 год — 1960 год — учёба в Саратовском юридическом институте имени Д. И. Курского.
- 1960 год — 1968 год — преподаватель кафедры философии и научного коммунизма СЮИ.
- 1964 год — защита диссертации на соискание учёной степени кандидата философских наук на тему «О роли права и морали в развитии коммунистического отношения к труду» под руководством доктора юридических наук, профессора Алексея Ивановича Иванова.
- 1968 год — 1973 год — заведующий кафедрой философии и научного коммунизма СЮИ.
- 1972 год — защита диссертации на соискание учёной степени доктора философских наук на тему «Право как фактор социалистического управления: вопросы методологии».
- 1973 год — 1978 год — заведующий кафедрой научного коммунизма СЮИ.
- 1978 год — 1991 год — заведующий кафедрой научного коммунизма Саратовской высшей партийной школы.
- С 1991 года — профессор кафедры социологии Саратовского государственного университета имени Н. Г. Чернышевского.

Умер 27 января 2014 года в Саратове.

## Научная деятельность
В сферу научных интересов В. А. Шабалина входило методология изучения государства и права, проблемы социальной ответственности личности, изучение социального механизма функционирования власти в правовом государстве и др.
В 1993 году выступил одним из инициаторов создания на базе кафедры социологии Саратовского государственного университета имени Н. Г. Чернышевского научной школы по исследованию дореволюционной российской социологии.
Шабалин В. А. автор более чем 100 научных работ, среди которых ряд монографий. Имеет публикации в ведущих научных журналах, таких как Советское государство и право, Правовая культура и других. Им подготовлено более 30 кандидатов юридических наук. Участвовал в качестве научного консультанта при подготовке ряда докторских диссертаций.

## Награды
- Орден Отечественной войны II степени (1985)[2];
- Медаль «За боевые заслуги» (1954)[3];
- Медаль «За победу над Германией в Великой Отечественной войне 1941—1945 гг.»[1];
- Медаль «Ветеран труда»;
- Заслуженный деятель науки РСФСР;
- Медаль «В ознаменование 100-летия со дня рождения Владимира Ильича Ленина» (1970);
- Юбилейная медаль «30 лет Советской Армии и Флота»;
- Юбилейная медаль «40 лет Вооружённых Сил СССР»;
- Юбилейная медаль «Двадцать лет Победы в Великой Отечественной войне 1941—1945 гг.»;
- Юбилейная медаль «50 лет Вооружённых Сил СССР»;
- Юбилейная медаль «Тридцать лет Победы в Великой Отечественной войне 1941—1945 гг.»;
- Юбилейная медаль «60 лет Вооружённых Сил СССР»;
- Юбилейная медаль «Сорок лет Победы в Великой Отечественной войне 1941—1945 гг.»;
- Юбилейная медаль «70 лет Вооружённых Сил СССР»;
- Юбилейная медаль «50 лет Победы в Великой Отечественной войне 1941—1945 гг.»;
- Юбилейная медаль «60 лет Победы в Великой Отечественной войне 1941—1945 гг.».

## Некоторые публикации

### Авторефераты диссертаций
- Шабалин В. А. О роли права и морали в развитии коммунистического отношения к труду. Автореф. дис. … канд. философ. наук. — Саратов, 1964. — 18 с.
- Шабалин В. А. Право как фактор социалистического управления : вопросы методологии. Автореф. дис. … д-ра. философ. наук. — Л., 1972. — 40 с.

### Монографии
- Шабалин В. А. О воспитании коммунистического отношения к труду. — Саратов: Издательство СЮИ им. Д. И. Курского, 1962. — 34 с.
- Шабалин В. А. Методологические вопросы правоведения. В связи с теорией и практикой социалистического управления. — Саратов: Издательство СГУ, 1972. — 226 с.
- Панов А. Т., Шабалин В. А. Социальная ответственность личности в развитом социалистическом обществе. — Саратов: Издательство СГУ, 1976. — 141 с.
- Андрианова В. И., Никитин Б. И., Шабалин В. А. и др. XXV съезд КПСС и актуальные проблемы коммунистического строительства / ред. В. А. Шабалин. — Саратов: Издательство СГУ, 1978. — 214 с.
- Шабалин В. А. Советский образ жизни. — Саратов: Приволжское книжное издательство, 1987. — 165 с.
- С Лениным в сердце / Общ. ред. и послесл. В. Шабалин, вступ. ст. М. Сафронов. — Саратов: Приволжское книжное издательство, 1987. — 389 с.
- Дыльнов Г. В., Климов В. А., Шабалин В. А. Социальный механизм законодательной власти: вопросы методологии / ред. В. А. Климов. — Саратов: Издательство СГУ, 1992. — 73 с. — ISBN 5-292-01744-2.

### Статьи
- Шабалин В. А. Системный анализ механизма правового регулирования // Советское государство и право : научный журнал. — 1969. — № 10. — С. 123—127.
- Плешаков А. П., Шабалин В. А. Предпосылки и особенности становления в России социального государства // Правовая культура : научный журнал. — 2009. — № 2 (7). — С. 50—59. — ISSN 1992-5867.